# Амакуса Сиро
Амакуса Сиро (яп. 天草 四郎 амакуса сиро:, 1621? — 1638), также известный под именем Масуда Сиро Токисада (яп. 益田 四郎 時貞 Масуда Сиро: Токисада) — Японский политический, религиозный деятель и самурай, духовный лидер восстания в Симабаре, бунта японских христиан в начале периода Эдо.

## Биография
Сын бывшего вассала рода Кониси, Масуды Дзимбэя (益田甚兵衛), Сиро родился на острове Амакуса[уточнить] (сегодня этот остров входит в состав города Камиамакуса в префектуре Кумамото) и принимал участие в крестьянском восстании в Симабаре, лидерам которого он был представлен в качестве «Четвёртого сына Неба», предсказанного иезуитским миссионером Св. Франциском Ксавьером. По предсказанию иезуита, «Четвёртый сын Неба» должен был возглавить христианизацию Японии.
Сам Сиро никогда не заявлял о своей божественности, но его последователи считали его мессией, заявляя в свою очередь, что он мог ходить по воде и извергать изо рта огонь.
Сиро возглавлял оборону замка Хара и погиб, когда тот пал. После подавления восстания его голова, как и головы многих других восставших, была выставлена на пике в Нагасаки на протяжении очень долгого времени в качестве предупреждения любым другим потенциальным повстанцам-христианам. Перед смертью он написал стихотворение: 「いま籠城している者たちは来世まで友になる」 Има ро: дзё ситэ иру моно-тати ва райсэ мадэ томо ни нару  («Теперь те, кто был со мной в осаждённом замке, будут моими друзьями в ином мире»).

## Амакуса Сиро в массовой культуре
Образ Амакусы Сиро часто встречается в японских фильмах и аниме, например, в фильме «Возрождённое зло» (яп. 魔界転生 Макай тэнсё:), где Сиро отвергает христианского бога в момент своей смерти и становится демоном, вернувшимся на Землю, чтобы уничтожить Токугаву, который убил его. В историческом фильме «Восстание христиан» (1962, реж. Нагиса Осима) роль Амакусы сыграл известный актёр Хасидзо Окава.
Также Амакуса присутствует в серии файтингов Samurai Shodown, а в манге Amakusa 1637 рассказывается история о девушке из современного мира, которая отправляется в прошлое, чтобы исполнить роль Сиро, который был убит. Упоминается Амакуса Сиро и в «Бродяге Кэнсине». В To Aru Majutsu no Index Кандзаки Каори представляется как святая из секты Амакуса, сформировавшейся в период Эдо — после восстания в Симабаре, когда христианство было запрещено, и ведшей тайное существование в виде синтеза христианства, синтоизма и буддизма. Его версия также присутствует в японской лайт-новелле и аниме Fate/Apocrypha.
Помимо всего этого компания «Volks» выпустила куклу под именем «Амакуса Сиро Токисада» (Amakusa Shirou Tokisada Super Dollfie SD13), стоимость которой составляет 92400 иен[значимость факта?].